# Casa del Commercio
La Casa del Commercio (Commercen talo in finlandese) è un edificio storico della città di Tampere in Finlandia. 

## Storia
L'edificio venne eretto nel 1889 secondo il progetto dello studio di architettura di Bertel Jung, Waldemar Andersin e Oscar Bomanson per ospitare negozi e alloggi. Ospita sin dal 1907 l'Hotelli Central.
Un incendio ha interessato l'edificio nel 2010.

## Descrizione
Il palazzo, che sorge nel quartiere di Nalkala, si affaccia sulla piazza centrale della città. L'edificio, che si sviluppa su cinque livelli, presenta uno stile art nouveau riconducibile alla corrente dello Jugendstil.